# Grădinile Trompenburg & Arboretum
Grădinile Trompenburg & Arboretum este o grădină de arbori și plante situată pe Honingerdijk în orașul Rotterdam din provincia Olanda de Sud. Parcul are o suprafață de opt hectare. Amenajarea sa datează din 1820, dar abia după deschiderea pentru public în 1958, parcul, care a fost administrat de-a lungul generațiilor de familia (Van Hoey) Smith, a căpătat o atenție mai largă. Trompenburg este membru al Asociației Olandeze a Grădinilor Botanice.
Parcul conține aproximativ 4000 de specii diferite de arbori, arbuști și plante perene. În 1996, a fost inaugurat un nou clădiri de intrare. Datorită structurii sale, fosta reședință de la țară oferă vizitatorului mai degrabă impresia unui parc de plimbare decât a unei "colecții de arbori".

## Istorie
Numele 'Trompenburg' se referă la o moșie a Castelului Honingen. În secolul al XVII-lea, pe proprietate se afla o casă de vacanță, care a fost demolată în 1833. În 1859, James Smith (1824-1894) s-a stabilit în reședința de la țară Zomerlust, construită în 1820. El a adăugat Trompenburg la proprietatea sa, împreună cu câteva bucăți de pământ și grădini. Partea centrală a Trompenburg a fost amenajată ca parc în 1820. Din plantele de atunci, au mai rămas câțiva stejari pedunculați (Quercus robur) și un arțar obișnuit (Acer pseudoplatanus).
În jurul anului 1870, partea vestică a fost amenajată conform unui plan realizat de arhitecții peisagiști Jan David Zocher⁠(d) și fiul său Louis Paul Zocher⁠(d). Lunca cu pârâul alături de chiparosul chel (Taxodium distichum) cu rădăcinile, tuia gigantică (Thuja plicata), câțiva frasini olandezi (Fraxinus excelsior) și un tei vechi sau tisă (Taxus baccata) provin din această perioadă.

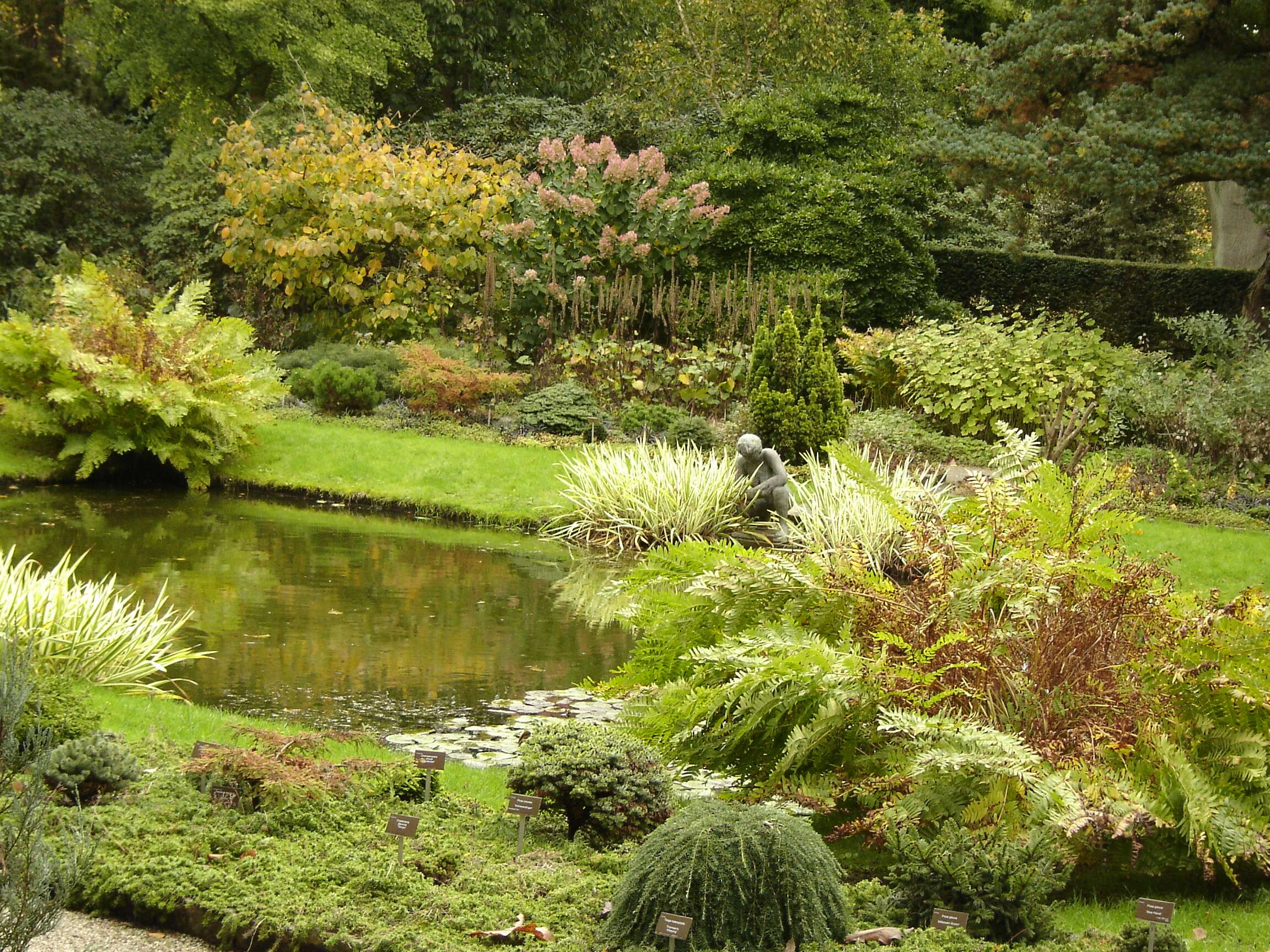
Iaz cu pești aurii

În jurul anului 1900, armatorul William Smith (1849-1918) a decis să planteze partea estică a parcului cu ulmi. Toți acești ulmi au trebuit să fie tăiați după izbucnirea bolii ulmilor în 1928. În acea perioadă, au fost plantați primii arbori exotici în această parte a Trompenburg, cum ar fi un arbore de cafea (Gymnocladus dioica), un nuc caucazian (Pterocarya fraxinifolia) și o specie de frasin deosebit (Fraxinus xanthoxyloides var. dumosa).
Abia atunci când James van Hoey Smith (1891-1965) a preluat administrarea, s-a început cu adevărat colectarea de arbori și arbuști deosebiți. A utilizat spațiul eliberat prin tăierea celor 400 de ulmi bolnavi în 1928 pentru a amenaja un arboretum. În acesta, a inclus și o grădină de conifere, o grădină de trandafiri, un iaz cu pești de aur și o grădină de bruyère.
Începând din 1939, Dick van Hoey Smith⁠(d) (1921-2010) s-a implicat în administrarea arboretumului. A devenit un dendrolog recunoscut. Sub conducerea sa, arboretumul a evoluat într-o instituție apreciată la nivel internațional. Aceasta a condus, printre altele, la acordarea în 1983 a plachetei de conservare 'Conservation Plaque' de către 'International Dendrology Society' către Trompenburg.

### Fundație
În 1958, administrarea a fost preluată de Fundația Arboretum Trompenburg, iar în același an parcul a devenit accesibil publicului. Atrage, în 2005, între 50.000 și 60.000 de vizitatori anual. În 1996, a fost inaugurat un nou clădire de primire conform proiectului arhitectului W. M. Crouwel.
În 1965, arboretumul a fost extins spre est cu o grădină adiacentă numită „Oude Perenhof”, care cândva făcea parte din domeniul „Woudenstein”. În 1993, a avut loc o altă extindere spre est.
În 1996, Dick van Hoey Smith a predat conducerea arboretumului inginerului Gert Fortgens. Cu ocazia aniversării a 150 de ani în 2008, numele "Arboretum Trompenburg" a fost schimbat în "Grădinile Trompenburg & Arboretum". Această modificare a fost făcută pentru a sublinia mai clar faptul că Parcul Trompenburg constă într-o serie de grădini cu o colecție specială de arbori.

## Colecție
Colecția Trompenburg este mare. „Inventarul” a inclus aproximativ 2000 de arbori și arbuști diferiți în 1979, inclusiv 67 de arțari, 25 de mesteacăni, 32 de fagi, 61 de lauri⁠(d), 134 de stejari, 655 de rododendroni, 35 de sălcii, 106 specii de Chamae cypruces, 106 specii de ciuperci , 48 pini, 3 4 specii de Taxus și 38 de specii de Tuia .  Colecția a fost extinsă semnificativ de atunci.

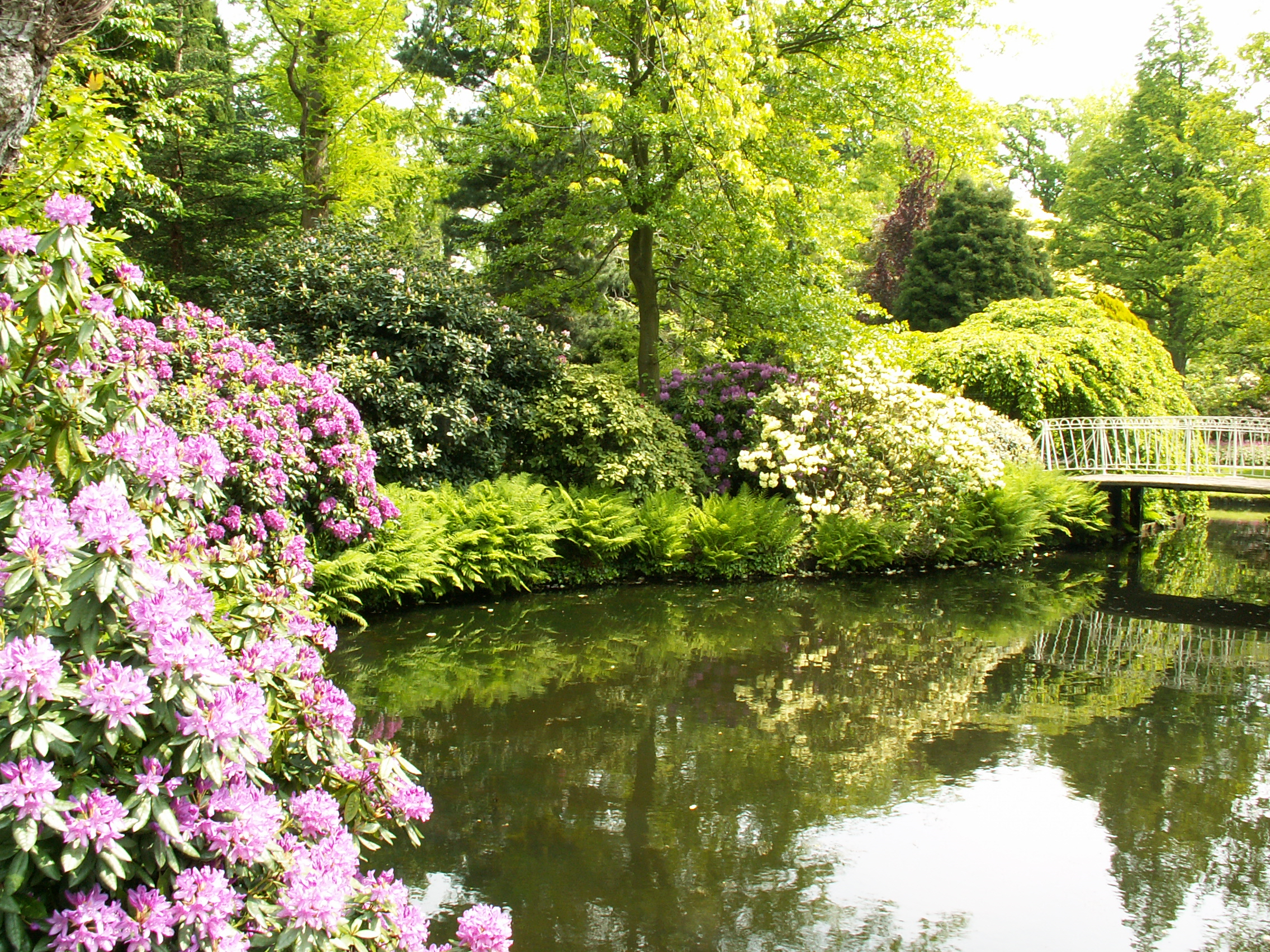
Rododendroni înfloriți

Grădinile Trompenburg sunt deținătorul „ colecțiilor naționale de plante ” din următoarele genuri:
- Quercus ( stejar )
- Fagus ( fag )
- Rodgersia (un gen din familia saxifragelor )
- Rododendron ( rododendron, soiuri)
- Conifere ( conifere⁠(d) )
- Hosta ( crin de toamnă )
- Ligustrum ( ligustrum )

Pe lângă copaci și arbuști, fundația acordă de mai mulți ani o mare atenție extinderii colecției de plante erbacee. Accentul se pune pe acele grupuri de plante care se dezvoltă la umbră și pot fi utilizate ca vegetație de sub arbori. Exemplele includ colecția hosta și o gamă largă de rodgersia .
O colecție extinsă de cactusi și alte suculente este găzduită într-o seră .
Trompenburg administrează în comun o bibliotecă cu Asociația Olandeză Dendrologică care poate fi consultată cu programare.

## Copaci noi
De-a lungul anilor, la Trompenburg au fost luate inițiative pentru a extinde gama existentă (a culturii). Aceste inițiative pot fi împărțite în trei grupuri:
- Cultivarea unor soiuri complet noi: de exemplu, 12 soiuri noi de fag ( Fagus sylvatica ), 10 stejari noi și alți 5 arbori.
- Determinarea identității arborilor fără denumire, trimiși de către alți colaboratori la Trompenburg. Lista enumeră 29 de nume.
- Plante din străinătate, care au fost introduse pentru prima dată în Țările de Jos de către Trompenburg. Această listă conține 40 de nume.